# 1729 en littérature
| Années de la littérature : 1726 - 1727 - 1728 - 1729 - 1730 - 1731 - 1732    |
| Décennies de la littérature : 1690 - 1700 - 1710 - 1720 - 1730 - 1740 - 1750 |

Cet article présente les faits marquants de l'année 1729 en littérature.

## Événements
- 31 juillet : Montesquieu quitte l’Italie pour l’Allemagne (Hanovre le 24 septembre), puis voyage en Hollande et en Angleterre (21 décembre) où il demeure plus d’un an jusqu’au 21 avril 1731[1].
- Septembre : Jacques-Bernard Chauvelin est directeur de la librairie (censure) en France de 1729 à mars 1732[2]. Il introduit le système de la « permission tacite », qui légalise après coup certaines éditions initialement clandestines[3].

- Albrecht von Haller compose son poème Die Alpen (« Les Alpes »), publié en 1732 dans le recueil de poésie Versuch Schweizerischer Gedichte[4].

## Parutions
- 8 octobre : Andrew Moreton, alias Daniel Defoe, Second Thoughts Are Best (en) : or, a Further Improvement of a Late Scheme to Prevent Street Robberies, W. Meadows, 1729 (présentation en ligne), pamphlet dénonçant l’augmentation de la criminalité.

- A Modest Proposal : For Preventing the Children of Poor People from Being a Burthen to Their Parents or Country, and for Making Them Beneficial to the Publick, Dublin, S. Harding, 1729 (présentation en ligne) « Proposition modeste pour la réduction de la faim en Irlande », pamphlet du doyen Jonathan Swift.

## Naissances
- 22 janvier : Gotthold Ephraim Lessing, écrivain, critique et dramaturge allemand.
- 23 janvier : Clara Reeve, romancière anglaise († 3 décembre 1807)
- 27 janvier : Claire-Marie Mazarelli de Saint-Chamond, femme de lettres française.